# Contraband (Madcon)
Contraband è il quarto album in studio di Madcon; è stato pubblicato in download digitale il 1º dicembre 2010 e nei negozi di CD il 3 dicembre 2010, anche se in Italia è ancora inedito. È uscito in Norvegia ed altri paesi Europei.

## Singoli
Prima dell'uscita del disco sono stati pubblicati due singoli:
- Glow : è stato pubblicato il 30 maggio 2010 come il primo singolo estratto dall'album, ha raggiunto il primo posto in Norvegia; è stato presentato inoltre al Eurovision Song Contest 2010 a Oslo in Norvegia.[3]
- Freaky Like Me : è stato pubblicato il 20 settembre 2010 come secondo singolo estratto dall'album, anche questo singolo ha raggiunto la prima posizione in Norvegia[4], e la quarantasei nel Regno Unito.

## Tracce
1. Outrun The Sun (feat. Maad Moiselle) - 3.12
2. Helluva Nite  (feat. Ludacris e Madd Moiselle)  - 3.29
3. Freaky Like Me  (feat. Amerahh)  - 3.09
4. Worldshaker - 3.23
5. Be Mine - 3.30
6. Do What You Do  (feat. Ne-Yo)  3.52
7. All I Do - 3.33
8. Walk Out the Door - 3.23
9. Share My Sky - 3.30
10. One - 3.34
11. Cliché - 3.36
12. Glow - 3.49

## Posizione
| Luogo                  | Posizione |
| ---------------------- | --------- |
| Norwegian Albums Chart | 2         |